# Cmentarz żydowski w Gniewie
Cmentarz żydowski w Gniewie – został założony w XIX wieku i znajduje się przy ul. 7 marca. Na nieogrodzonej powierzchni liczącej 0,3 ha - wskutek dewastacji z czasów II wojny światowej i okresu PRL - nie zachowały się żadne nagrobki